# Wojciech Breowicz
Wojciech Breowicz (ur. 16 stycznia 1902 w Osobnicy, zm. 24 stycznia 1966 w Kurytybie) – poeta, pisarz, publicysta, działacz ludowy. 
Debiutował wierszem Do młodzieży w 1920 roku, opublikowanym w Młodej Polsce. W 1928 roku wydał tomik poezji Echa wiejskie. Był współtwórcą Związku Literatów Ludowych oraz pisma Wieś–Jej Pieśń. W 1932 roku wyemigrował do Brazylii, gdzie pracował jako nauczyciel i organizator polskich szkół leśnych w Paranie. Na emigracji wydał m.in. Polską literaturę ludową z wypisami oraz broszurę o położeniu polskich chłopów emigrantów w Brazylii pt. Łazarzu wstań (1935). Pod koniec II wojny światowej pełnił funkcję prezesa Związku Ochotników Polskich z Ameryki Południowej. 
Od 1944 roku jako ochotnik wstąpił do Polskich Sił Zbrojnych na Zachodzie pod dowództwem gen. Władysława Sikorskiego. 
Po wojnie współpracował z prasą brazylijską i polską. W 1947 na łamach Rolnika Polskiego ukazały się jego wspomnienia z emigracji. W latach 1948–1958 wydawał w Kurytybie pismo Siewca. Był współtwórcą gazety Ludowiec Podkarpacki. W 1957 wrócił do kraju, zamieszkał w Osobnicy. 

## Publikacje
- Echa wiejskie. Poezje (1928)
- Zamek Odrzykoński (1928)
- Łazarzu wstań! (…) Sprawy społeczne i oświatowe w Ivahy (1935)
- Wybór utworów. T. 1. Wiersze (1956)
- Wybór utworów. T. 2. Trzy etapy. Pamiętnik (1956)
- Ślady Piasta pod Pinioram. Szkic z dziejów wychodźstwa polskiego w Brazylii (1961)